# كانتوزوماب رافتانسين
كانتوزوماب رافتانسين هو جسم مضاد وحيد النسيلة مصمم لعلاج السرطان، الجسم المضاد فيه مرتبط بمادة سامة للخلايا هي رافتانسين.